# Protection subsidiaire
La protection subsidiaire est une protection internationale fournie à un demandeur d'asile qui ne répond pas aux critères pour devenir réfugié, mais pour lequel il existe des motifs sérieux et avérés de croire qu'il courrait dans son pays un risque réel de subir une atteinte grave. Il s'agit d'une forme de protection plus précaire que le statut de réfugié, mais qui globalement couvre les mêmes droits (travail, logement, famille, santé), avec quelques modulations possibles en matière de prestations sociales, pour les restreindre à un noyau jugé essentiel,.

## Union européenne
L'ancienne directive 2004/83/CE a fixé pour la première fois au niveau européen les standards minimums permettant de prétendre à la protection subsidiaire. Cette directive a été remplacée par la directive 2011/95/UE du 13 décembre 2011, sans toutefois que la définition donnée de la protection subsidiaire ne soit changée :

« « personne pouvant bénéficier de la protection subsidiaire », tout ressortissant d’un pays tiers ou tout apatride qui ne peut être considéré comme un réfugié, mais pour lequel il y a des motifs sérieux et avérés de croire que la personne concernée, si elle était renvoyée dans son pays d’origine ou, dans le cas d’un apatride, dans le pays dans lequel il avait sa résidence habituelle, courrait un risque réel de subir les atteintes graves définies à l’article 15, l’article 17, paragraphes 1 et 2, n’étant pas applicable à cette personne, et cette personne ne pouvant pas ou, compte tenu de ce risque, n’étant pas disposée à se prévaloir de la protection de ce pays ; »

— Article 2(e) de la directive 2011/95/UE.

### France
La protection subsidiaire est introduite en France par la loi du 10 décembre 2003 relative au droit d'asile. Une carte de séjour pluriannuelle est délivrée aux bénéficiaires de la protection subsidiaire et aux membres de leur famille.  Elle est d'une durée maximale de quatre ans et délivrée, dès sa première admission au séjour. Les bénéficiaires de la protection subsidiaire sont placés sous la protection juridique et administrative de l'Ofpra.

## Sources